# C-Fos
c-Fos – komórkowy protoonkogen, należący do genów wczesnej odpowiedzi komórkowej. Koduje czynnik transkrypcyjny FOS, który (podobnie jak pozostałe białka z rodziny Fos - FosB, Fra-1 i Fra-2) zawiera motyw suwaka leucynowego umożliwiający im tworzenie z białkami z rodziny Jun, a także Maf, Nrl oraz ATF, heterodimerów funkcjonujących jako jądrowy czynnik transkrypcyjny AP-1 (ang. activator protein-1). Transkrypcja genu c-fos wzrasta pod wpływem różnorodnych czynników stresowych (promieniowanie UV, stres oksydacyjny, metale ciężkie).
Ludzki gen c-Fos położony jest na chromosomie 14 (14q24.3), ma długość ok. 4 tysięcy par zasad i zawiera trzy introny. Jest homologiem onkogenu v-Fos mysiego wirusa kostniakomięsaka FBJ.